# Campiglossa distichera
Campiglossa distichera är en tvåvingeart som först beskrevs av Wang 1990.  Campiglossa distichera ingår i släktet Campiglossa och familjen borrflugor. Inga underarter finns listade.